# 卡齐·拉塞尔
卡齐·李·拉塞尔（英語：Cazzie Lee Russell，1944年6月7日—），美国前职业篮球运动员、教练。拉塞尔是1972年的NBA全明星球员 ，也是1966年NBA选秀状元。 